# Mohamed Amine Zidane
Mohamed Amine Zidane (Relizane, 5 oktober 1983) is een Algerijns voetballer. Hij staat onder contract bij USM Annaba. De verdediger speelde eerder voor MC Oran en USM Alger.

## Carrière
Zidanes professionele voetbalcarrière begon bij RC Relizane, waarmee hij uitkwam in de op een na hoogste voetbalcompetitie in Algerije. In [2003 dwong hij een transfer af naar MC Oran. Vervolgens speelde hij voor USM Alger onder meer een bekerfinale in 2006, waarna hij een knieblessure kreeg. Na een herstelperiode van meer dan een jaar zou Zidane zijn rentree maken in mei 2007, alleen had hij tijdens zijn herstel in het geheim een contract getekend bij USM Annaba. Dit tot ongenoegen van USM Alger. Zidane werd uitgesloten bij de selectie wegens een gebrek aan respect naar de club toe en Zidane weigerde verder mee te trainen.
In het seizoen 2007/08 was Zidane weer te zien op de velden. Hij maakte een rentree in het shirt van USM Annaba in de uitwedstrijd tegen zijn voormalige ploeg USM Alger. USM Annaba verloor 3-1.

## Overzicht
| Seizoen | Club       | Wedstrijden | Doelpunten | Competitie |
| ------- | ---------- | ----------- | ---------- | ---------- |
| 2003/04 | MC Oran    | 15          | 0          | Algerije   |
| 2004/05 | MC Oran    | 26          | 0          | Algerije   |
| 2005/06 | USM Alger  | 13          | 0          | Algerije   |
| 2006/07 | USM Alger  | 0           | 0          | Algerije   |
| 2007/08 | USM Annaba | -           | -          | Algerije   |

## Erelijst
- Finalist Algerijnse beker: 2006, 2007 (USM Alger)